# سیارک ۶۴۳۵
سیارک ۶۴۳۵ (به انگلیسی: 6435 Daveross، نامگذاری:1984DA) شش هزار و چهارصد و سی و پنجمین سیارک کشف شده‌است که در ۲۴ فوریه ۱۹۸۴ کشف شد.
قدر مطلق سیارک برابر ۱۴٫۱۰ است.